# Shape of Despair
A Shape of Despair finn funeral doom együttes. 1995-ben alakultak Helsinkiben, Raven néven. Ezt 1998-ban Shape of Despairre változtatták.

## Tagok
- Jarno Salomaa – gitár (1995–), billentyűk (1998–)
- Tomi Ullgrén – ritmusgitár (1998–), basszusgitár (1995–2002)
- Natalie Koskinen - ének (1998–)
- Sami Uusitalo – basszusgitár (2002-)
- Henri Koivula – ének (2011–)
- Samu Ruotsalainen – dob (1999–2015, 2020-)

Korábbi tagok
- Toni Mäensivu – dob (1995–1999), ének (1998–2001)
- Pasi Koskinen – ének (2001–2010)
- Daniel Neagoe – dob (2015–2019)

## Diszkográfia
- Shades of... (2000)
- Angels of Distress (2001)
- Illusion's Play (2004)
- Monotony Fields (2015)
- Alone in the Mist (2016)

## Egyéb kiadványok
EP-k
- Written in My Scars (2010)
- Shape of Despair / Before the Rain (2011)

Válogatáslemezek
- Shape of Despair (2005)

Demók
- Rehearsal I (1995, Raven néven, instrumentális demó 2 dallal)
- Rehearsal II (1995, Raven néven, instrumentális demó 5 dallal)
- Alone in the Mist (1998-ban rögzítették Raven néven, de hivatalosan nem jelent meg. 2016-ban a Season of Mist a Shape of Despair név alatt jelentette meg)
- Promo 1998 (Raven néven)